# 斉藤さん (アプリケーション)
斉藤さん（さいとうさん）は、株式会社ユードーが提供するスマートフォン向けのインターネット電話（テレビ電話）アプリケーションである。

## リリース
iPhone版が2011年9月1日、Android版が2012年1月にリリースされた。2011年9月の初版公開後、半年程で約140万本がダウンロードされた。2012年には260万ダウンロードに達し、1日当たりの利用回数は180万回に及ぶ。ユードーのリリースによれば同社独自の映像・音声圧縮技術が採用されており、2012年12月現在の登録ユーザー数は約480万人としている。

## 特徴
「斉藤さん」の特徴として、同時にアプリケーションを起動させている者同士を無作為に繋いでテレビ電話ができる点が挙げられる。開発者の南雲玲生によれば、アマチュア無線を再現したものとしており、南雲自身にアマチュア無線の経験があったことを開発のきっかけとしている。
「斉藤さん」という名称は「“誰でもない誰か”の象徴」「“何も考えずに斉藤さんに電話できたら面白い”という勢いで作った」「話題になる名前にしたかった」としており、社内に斉藤という名の者がいたわけでもなく「ギャグ」であると語っている。開発当初はこれらのコンセプトがうまく伝わらず、App Storeの審査の際にApple側を困惑させたという。
通話をするとトップ画面に「斉藤」と書かれた判子マークが溜まっていく仕組みになっている。なお、判子が溜まっても特に何も起きない。随所に見られるサイのキャラクターは「斉藤サイ造」という名前である。
2014年には「生中継会議」、2015年5月には「ゲーム」の機能を追加。同年7月にはカラオケコンテンツとして「サイカラ」を実装し、ユードーが別途リリースするカラオケアプリ「うたカラ」を利用してレコーディングした動画を、「サイカラ」を通じて配信できる機能が搭載された。2016年6月にはストリーミングによるリアルタイムのカラオケ配信が導入された。

## 利用法と利用者層
ユーザーは、自身が「斉藤さん」である場合は「斉藤さんはこちら」、それ以外の場合は「斉藤さんと話す」をタッチすることにより、無作為に選ばれた相手とテレビ電話をすることができるとしている。実際はどちらをタッチしても特に違いは無く、本当に自身が「斉藤さん」であるか否かは特に問題ではない。映像をオフにして音声通話のみにすることも可能であるほか、通話相手に対しプロフィールを公開したり10回までメッセージをやり取りする機能がある。
「見知らぬ誰かと一期一会のコミュニケーションを楽しむ」という趣旨のアプリであるため、1度通話した相手に再度電話をかける機能は付いておらず、1度通話した相手とは2度と繋がらない（繋がりにくい）システムになっている。これにより「出会えない出会い系」と謳われている。なお、通話中かメッセージ機能を用いて別途連絡先を交換することは事実上可能であり、「出会い系サイトではないか」との批判があるほか、実際に週刊誌にて「出会い系アプリ」として報じられたこともあり、「斉藤さん」利用者同士によって発生した事件もある。中高生がいたずら電話感覚で暴言を発していたり、女性に対し個人情報を聞き出すなどの健全とは言えない実情となっており、アプリ導入時には正しい使い方をするよう呼びかけが行われている。
主な利用者層は中高生から大学生、および10代から20代の若年層であり、利用者の7割は男性であるという。

## 展開
海外展開を進めており、2012年2月には韓国向けに「朴一族（박가네）」としてリリースしたほか、中国語版「王さん（小王）」、英語版「スミスさん（Mr.&Ms.Smith）」が開発されている。エイベックスとのコラボレーションによって初音ミク歌唱によるテーマソングの製作も行われた。ユードーでは「斉藤さん」により培ったVoIP技術を法人用途に応用していく予定である。